# Sulfolobus metallicus
A Sulfolobus metallicus a Sulfolobus nem egy termofil és gömb alakú faja. Az archeák – ősbaktériumok – egysejtű, sejtmag nélküli prokarióta szervezetek. Obligát kemolitoautotróf, az energiát például kén oxidációjával szerzi. Típustörzse Kra 23 (DSM 6482). Felhasználási lehetőségei azon a képességén alapulnak, hogy savas és forró környezetekben fém tápközegen növekedni tud.

## Taxonómia
A  "metallicus" név latin jelentése "a bányász". A Sulfolobus sp. strain 7r sp. nov. közeli rokona a Sulfolobus metallicusnak hasonló filogenetikai tulajdonságokkal. Mindkettő termoacidofil természetű.

## Története
Először 1991-ben Gertrud Huber és Karl O. Stetter izolálta szolfatára mezőkről Izlandon. Az összegyűjtött mintákat fémmel kiegészített tápközegen növesztették savas feltételek alatt, optimális hőmérsékletnél ami 65⁰C volt. Miután kimutatták hogy képes kén vegyületeket oxidálni a kutatók megvizsgálták a potenciális oxidáló képességét a kén kibocsátás csökkentéséhez.

## Anyagcsere
Obligát aerob kemolitotróf, mert kéntartalmú ásványokat oxidál például piritet, kalkopiritet, elemi ként és szfaleritet kénsavvá. Képes Vas(II) is oxidálni.
Van egy egyedülálló II típusú NADH dehidrogenáza vas-kén klaszterek nélkül amik kovalensen kapcsolódnak egy flavin molekulához.

## Genetika
GC-tartalma körülbelül 38 mol%.

## Fehérje gének
Bár a teljes genomját nem szekvenálták a kódoló szekvenciáit néhány génnek szekvenáltákː

## Karboxiláz gének
Találtak biotin-karboxilázt, karboxil-transzferázt és a biotin-karboxil-szállító-proteint kódoló géneket. Az aminosav maradvány szekvenciáit annak a három fehérjének amik ezen gének által vannak kódolva szintén szekvenálták mikroszekvenálás használatával. Biotin-karboxiláz, a karboxil- transzferáz és a biotin karboxil-szállító fehérje valószínűleg egy fehérje komplex ami segít megkötni a szén-dioxidot az autotrófiához.

## fox gének
Az S. metallicus felszabályozó gének amik segítik a növekedését magasabb kén és vas koncentrációjú környezetekben. Van egy génklasztere a Fox gének amik a membrán fehérjéket kódolják amik hasonlítanak a citokróm c-oxidázra. A gén ami a kén oxigenáz-reduktázt kódolja kifejeződik amikor az archaea kén tápközegen növekszik. A cDNS-t a fox géneknek amik ismertek más kén oxidáló sejtekben a fox gének jelenlétének tesztelésére használják a Sulfolobus metallicusban.

## Törzsfejlődés
Egy 16S rRNS analízist végeztek a Sulfolobales tagjain egy filogenetikai fát készítve. A legközelebbi tag a Sulfolobus LM törzs amivel a 16S rRNS kódoló genom 98,2%-án osztozik. A Sulfolobalesből legkevésbé a Sulfolobus hakonensishez kapcsolódik 15,7% különbség van a 16S rRNS kódoló génjeikben. Az S. metallicus 87,7%-ban hasonlít a S. hakonensisre, 87,6%-ban hasonlít a A. brierleyire, 87,4% hasonlít a M. sedulara, 87,5% hasonlít a M. prunaera, 88,5% hasonlít a A. ambivalens és 88,8% hasonlít a A. infernus.

## Élettan
Gömb alakú. Sejtborítása tartalmaz egy S-réteget, és izoprenil-éter lipideket. A lipidek védik a savas környezettől amiben él miközben fenntartja a stabilitását magas hőmérsékletnél.
Magas szintű polifoszfátja van.

## Biológiai lúgozás
Egy kulcsszervezete a réz, kobalt, nikkel és arany biológiai lúgozásának. A biológiai lúgozási technikákat lehet használni hogy fém-szulfidokat válasszanak szét ionos fémekké amiket össze lehet gyűjteni, és hidrogén-szulfiddá. A folyamat savas protonokat és oxidált vasat (Fe3 +) követel meg. A Sulfolobus metallicus egy acidofil nem csak ellenáll a savas feltételeknek amik szükségesek biológiai lúgozáshoz, de termel kénsavat amit képes használni a biológiai lúgozási folyamatban és fenntartja a szükséges szintjét az oxidált vasnak az anyagcseréjén keresztül. A biológiai lúgozást hőmérsékleten elősegítő termofilek mint a Sulfolobus metallicus kimutatták hogy hatékonyabbak mint a mezofilekkel történő biológiai lúgozás.

## Kén oxidációja
Potenciálisan használható hogy felszámoljon redukált kénvegyületeket, mint például H2S közel a városi területekhez  amik zavaró szagokat okoznak. Számos iparágnak H2S gáz kibocsátása van, ami jelen van számos környezeti problémában valamint egy büdös szagban. Kimutatták hogy képes oxidálni ezeket a vegyületeket és potenciálisan megszabadít sok ilyen kibocsátástól. Számos az ezen ipari kibocsátások közül magas hőmérsékleten és alacsony koncentrációban fordul elő. Van egy előnye más mikrobákhoz képest a kén oxidációjának feladatában a tény hogy egy termofil, így tudják a redukált kén kezelésére használni ipari hőmérsékleten, aminek más kén oxidálók nem tudnak ellenállni.

## Archeális foszfolipidek
Használ tömegesen termelt archeális foszfolipideket. Ezeknek a lipideknek sokat ígérő alkalmazásaik vannak a  gyógyszeradagolásban liposzómákként működve, vagy lehet kenőanyagokként használni őket de költséges lehet szintetizálni. Potenciálisan használható hogy egy olcsóbb módját adja ezen lipidek szintetizálásának. Ha a Sulfolobus metallicus használható mint egy biológiai lúgozó ipari mértékben, a volumene több tonna per napra nőhet. A kutatók képesek centrifugálni az oldatot és elkülöníteni a lipidet a fém kitermelés gátolása nélkül.

## Cink kötő domének
Képes szintetizálni két izoformáját a ferredoxinnak: FdA és FdB. A harmadlagos szerkezete a ferredoxinnak tipikusan cink ionokkal történő elektrosztatikus kölcsönhatásokkal stabilizált. Az S. metallicusban a FdA kötődik a cink ionhoz, de az FDB nem. Ezért az S. metallicus jó modellként szolgál annak a tanulmányozásához hogy hogyan hat a cinkkötés a fehérjék stabilitására mint a ferredoxin.

## Növekedés és a tolerancia
50 °C és 75 °C között nő (ami azt jelenti hogy egy hipertermofil archaea), savas környezetben 1.0 és 4.5. pH között. 0-3% NaCl között nő.

## Polifoszfát
Képes elviselni akár 200 mM réz-szulfátot. Modellszervezetként használták a fém transzport mechanizmusának tanulmányozásához használva polifoszfátot mert ennek az archeának nagyobb kapacitása van a polifoszfát felhalmozásához mint más Sulfolobusnak. Javasolták hogy a polifoszfátok magas szintű felhalmozódása hozzájárul ezen réz ionok toleranciájának mechanizmusához. A kutatók ezeket az archeákat egy fokozott koncentrációjú fémbe helyezték, és azt találták hogy az exopolifoszfatáz aktivitás növekedett mivel a polifoszfát szint csökkent. Ez azt sugallja hogy a Sulfolobus képes elviselni a fémeket egy polifoszfát mechanizmuson keresztül.